# すず風にゃん子・金魚
すず風にゃん子・金魚（すずかぜ にゃんこ・きんぎょ）は、日本の女性漫才師。トービック、漫才協会、落語協会に所属。出囃子「どんぐりころころ」。
1990年にデビュー。1995年に落語協会に加入した際、五代目鈴々舎馬風門下に入り、現在のコンビ名となった。「すず風」の屋号は鈴々舎のサブブランドである。「にゃん子・金魚」は新作落語の「猫と金魚」から名付けた。

## メンバー
すず風にゃん子 (1962年1月19日 - )
ツッコミ担当。本名：高田順子。
神奈川県横須賀市出身。高校時代に、劇団ひまわりに所属。その後「笑劇座」という小劇団を旗揚げ、解散後レオナルド熊のコントを演じるようになる。コンビ解消後あき竹城の付き人となる。
1983年に映画『楢山節考』の松やん役で女優デビュー。
1985年に「おわかれ」（日本クラウン）で歌手デビュー
すず風金魚 (1952年11月7日 - )
ボケ担当。本名：吉本春代。
北海道恵庭市出身。短大卒業後、幼稚園保育士を経て芸能界入り。
3年間勤めた幼稚園を辞め、フリーのアナウンサーをしていた同郷の女友達とコンビを組む。
23時ショーの新人漫才で優勝。以前は「クィーン号」というコンビで活動しており、「夏野金魚」という芸名を名乗っていた。
東八郎に心酔していたため弟子入りを志願したが「女の弟子は取らない」と断られるものの、1年近くかけて懇願しようやく1978年に東八郎門下になる。師匠の東が自宅で急逝した時、異変に最初に気づいている。
1986年よりレオナルド熊の付き人。
ゴリラの物真似が得意。「オランウータンに似ている」と言われたことがきっかけだが、舞台で観客に理解されづらいので音が短くわかりやすい「ゴリラ」にした。高座でファンからバナナを渡されると喜んで受け取る。色黒。乱暴な言動にツッコミを入れられると「仕事ですから～」とぶりっ子する。
舞台に立つ時には、頭に100均ショップなどのグッズを利用して季節の風物詩や舞台共演者などをあしらった派手な自作の髪飾り（かぶりもの）をつける。
生年非公開だが、「マイナンバー制度が施行された際に、漫才協会会員はマイナンバーカードを提出することが義務付けられ、一発で年齢がバレた」ことをナイツの塙に暴露された。
年金受給者だと自ら認めるネタがある（実際にはその年齢には達していない）。
2019年7月12日放送の『全力!脱力タイムズ』には本名で出演。73歳の主婦という設定であったが、ゴリラのマネをしたあとテロップで「金魚師匠」と明かされた。

## 経歴
- 1990年5月5日 - 「みどりのおばさん」のコンビ名でデビュー。
- 1994年 - 「じゅんこと金魚」とコンビと改名。
- 1995年 - 「にゃん子と金魚」とコンビと改名し落語協会加入。
- 2003年11月 - 漫才協会真打昇進。

## 芸風
漫才。主なボケに金魚がゴリラの真似をするなどがある。
浅草演芸ホール8月中席で毎年行われる住吉踊り連に所属している。

## 出演番組

### テレビ
- 笑いがいちばん
- 年忘れ漫才競演
- 真打ち競演
- ラジオ寄席
- 爆笑ホワイトカーペット（フジテレビ、にゃん子・金魚名義）-キャッチコピーは「浅草の最終兵器」
- 爆笑レッドカーペット（フジテレビ、にゃん子・金魚名義）-キャッチコピーは「浅草の最終兵器」
- 日10☆演芸パレード（毎日放送）- 2013年3月3日、金魚のみ
- 水曜日のダウンタウン（TBS）- 2015年7月29日、金魚のみ

### ラジオ
- ラジオ深夜便「師匠を語る 東八郎を語る」（NHK、2024年7月15日）、金魚のみ

### ウェブ
- Webムービー「今日から兄貴はYouTuber」（湘南美容外科クリニックyoutubeチャンネル、2018年)、金魚のみ、仁恵役[6]

### 映画
- 漫才協会 THE MOVIE 舞台の上の懲りない面々（2024年3月1日、KADOKAWA/ミックスゾーン/中京テレビ放送/ミラクルヴォイス[7]）